# بنوویل، کالوادوس
بنوویل، کالوادوس (به فرانسوی: Bénouville) یک کمون در فرانسه است که در canton of Ouistreham واقع شده‌است.

## خصوصیات
بنوویل ۵٫۲۸ کیلومترمربع مساحت و ۱٬۹۴۶ نفر جمعیت دارد و ۳۰ متر بالاتر از سطح دریا واقع شده‌است.